# Ајмавилес
Ајмавилес (итал. Aymavilles) је насеље у Италији у округу Долина Аосте, региону Долина Аосте.
Према процени из 2011. у насељу је живело 1931 становника. Насеље се налази на надморској висини од 699 м.

## Становништво
Према резултатима пописа становништва 2011. у општини је живело 2.072 становника.
| 1931. | 1936. | 1951. | 1961. | 1971. | 1981. | 1991. | 2001. | 2011. |
| ----- | ----- | ----- | ----- | ----- | ----- | ----- | ----- | ----- |
| 1.324 | 1.328 | 1.380 | 1.360 | 1.239 | 1.395 | 1.653 | 1.850 | 2.072 |